# 旷辅廷
旷辅廷，生卒年不詳，籍贯不詳，清朝政治人物 ，同武進士出身。

## 簡歷
道光九年（1829年），参加己丑科武殿試，登金榜，賜同武進士出身第三甲第17名。
道光元年，郧阳镇右营游击，全州武举，道光二十六年，郧阳镇守备，全州武进士，咸丰元年，郧阳镇右营游击中营守备署，咸丰三年，郧阳镇前营都司中营守备署。